# Герман-Найсе, Макс
Макс Герман-Найсе (нем. Max Herrmann-Neiße; 23 мая 1886, Найссе — 8 апреля 1941, Лондон) — немецкий поэт и писатель.

## Биография
Будущий поэт Макс Герман родился в городе Найсе в Силезии (ныне город Ныса в Польше). С детства страдал особым заболеванием — карликовостью. В 1905—1909 изучал литературу в Университетах Мюнхена и Бреслау, однако не окончил курса, решив стать свободным писателем. В 1911 году в журнале «Die Aktion» появились его первые публикации, оставшиеся почти незамеченными критикой.
В 1914 году вышел его первый поэтический сборник «Она и город», за который десять лет спустя он был удостоен литературной Премии Айхендорфа. В 1916—1917 годах поэт теряет родителей, вскоре женится на своей подруге Лени Гебек. В это время он активно общается с берлинскими литераторами, принадлежащими к социалистическим и анархистским кругам. Тогда же прибавляет к фамилии название своего родного города Найсе.
В 1919—1933 ему сопутствует успех. Три книги его стихов и пьеса были встречены литературной общественностью с воодушевлением. В Берлине ставят спектакль по его пьесе. В 1920-е годы он также принимается за прозу: пишет автобиографический роман и новеллы. Эти произведения носят на себе отпечаток явного влияния писателей-экспрессионистов. Сборником рассказов «Встреча» (1925) он намечает поворот к стилистике «новой вещественности». К концу 1920-х годов Герман-Найсе становится одним из самых известных литераторов Берлина; в 1927 году ему присуждают престижную премию Герхарта Гауптмана.
В 1933 году, вскоре после прихода нацистов к власти и поджога Рейхстага, поэт решает эмигрировать. Он уезжает в Швейцарию, а затем через несколько европейских стран перебирается в Лондон. Всё это время материальную помощь Герману-Найсе оказывает один из состоятельных ценителей его творчества. В 1936 году он основывает в Лондоне «ПЕН-Центр немецких писателей в изгнании», однако поддержки не находит и остаётся практически в изоляции. Немецкого гражданства он был лишён нацистами, а английского так и не смог добиться, несмотря на неоднократные просьбы. Стихи этого периода его творчества стали классикой немецкой эмигрантской поэзии.
Долгое время творчество Германа-Найсе было мало изучено и почти забыто в Германии. Однако в конце 1980-х годов произошло новое открытие поэта. Были переизданы его произведения, в частности вышло 10-томное полное собрание сочинений.
На русский язык произведения Германа-Найсе практически не переводились. В последнее время переводы из Германа-Найсе публиковали Р. Пилигрим, А. Чёрный, О. Чигиринская, Д. Коган.

## Произведения
- Ein kleines Leben. Gedichte und Skizzen. 1906
- Das Buch Franziskus, 1911
- Porträte des Provinztheaters. Sonette. 1913
- Sie und die Stadt, 1914
- Empörung, Andacht, Ewigkeit. Gedichte. 1918
- Die Bernert-Paula. Ein Roman 1918
- Verbannung. Ein Buch Gedichte. 1919
- Die Preisgabe. Gedichte. 1919
- Joseph der Sieger. Drei Bilder. 1919 (später unter dem Titel Albine und Aujust)
- Die Laube der Seligen. Eine komische Tragödie. 1919
- Cajetan Schaltermann, 1920
- Hilflose Augen. Prosadichtungen. 1920
- Der Flüchtling, 1920
- Der letzte Mensch. Eine Komödie vor Weltuntergang. 1922
- Die bürgerliche Literaturgeschichte und das Proletariat, 1922
- Im Stern des Schmerzes. Ein Gedichtbuch. 1924
- Die Begegnung. Vier Erzählungen. 1925
- Der Todeskandidat. Erzählung. 1927
- Einsame Stimme. Ein Buch Gedichte. 1927
- Abschied. Gedichte. 1928
- Musik der Nacht. Gedichte. 1932
- Ein deutscher Dichter bin ich einst gewesen.Gedichte:1934
- Um uns die Fremde. Gedichte. 1936
- Letzte Gedichte. Aus dem Nachlaß hrsg. von Leni Herrmann, London 1941.

## Фотогалерея

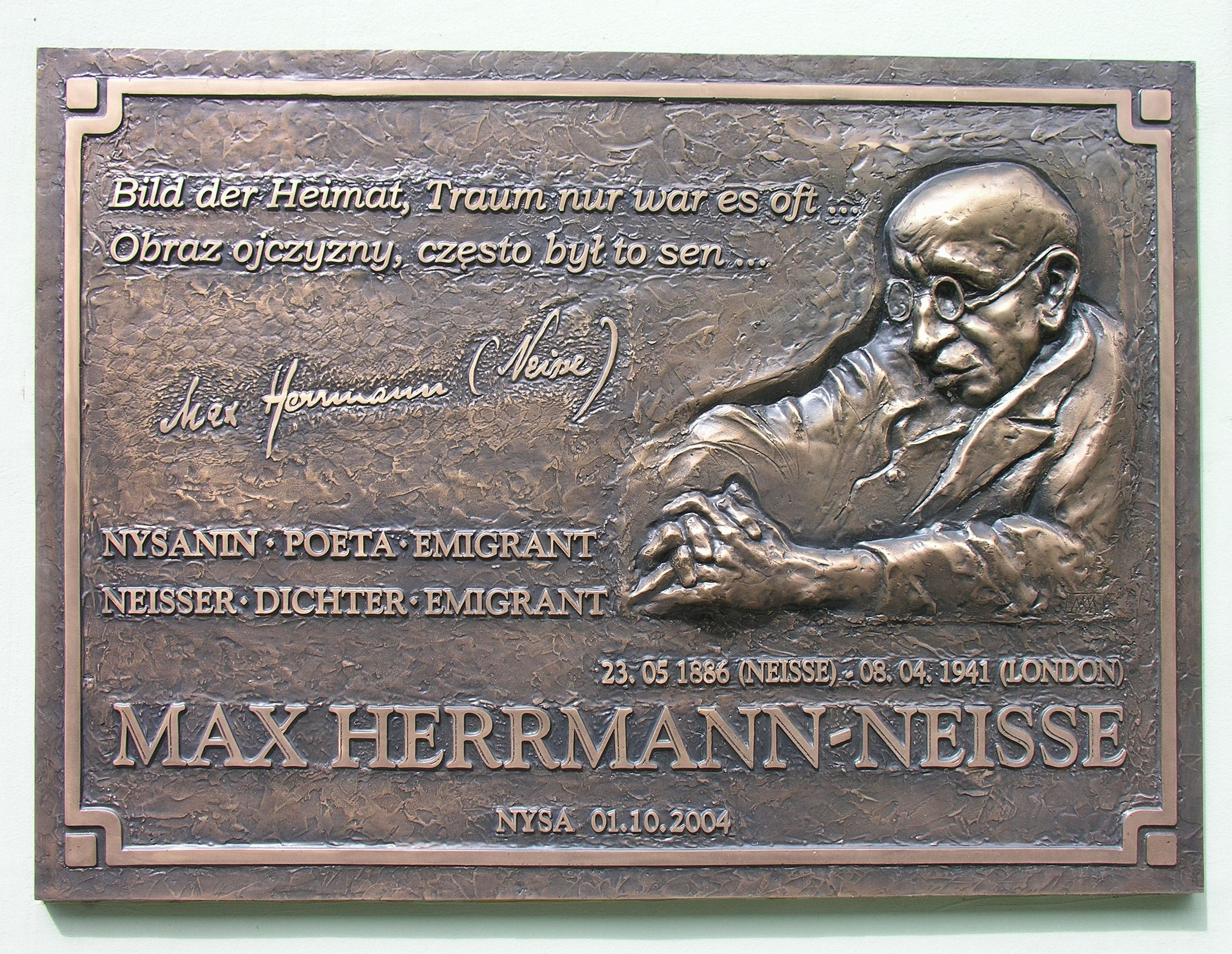
Памятная доска в Нысе.
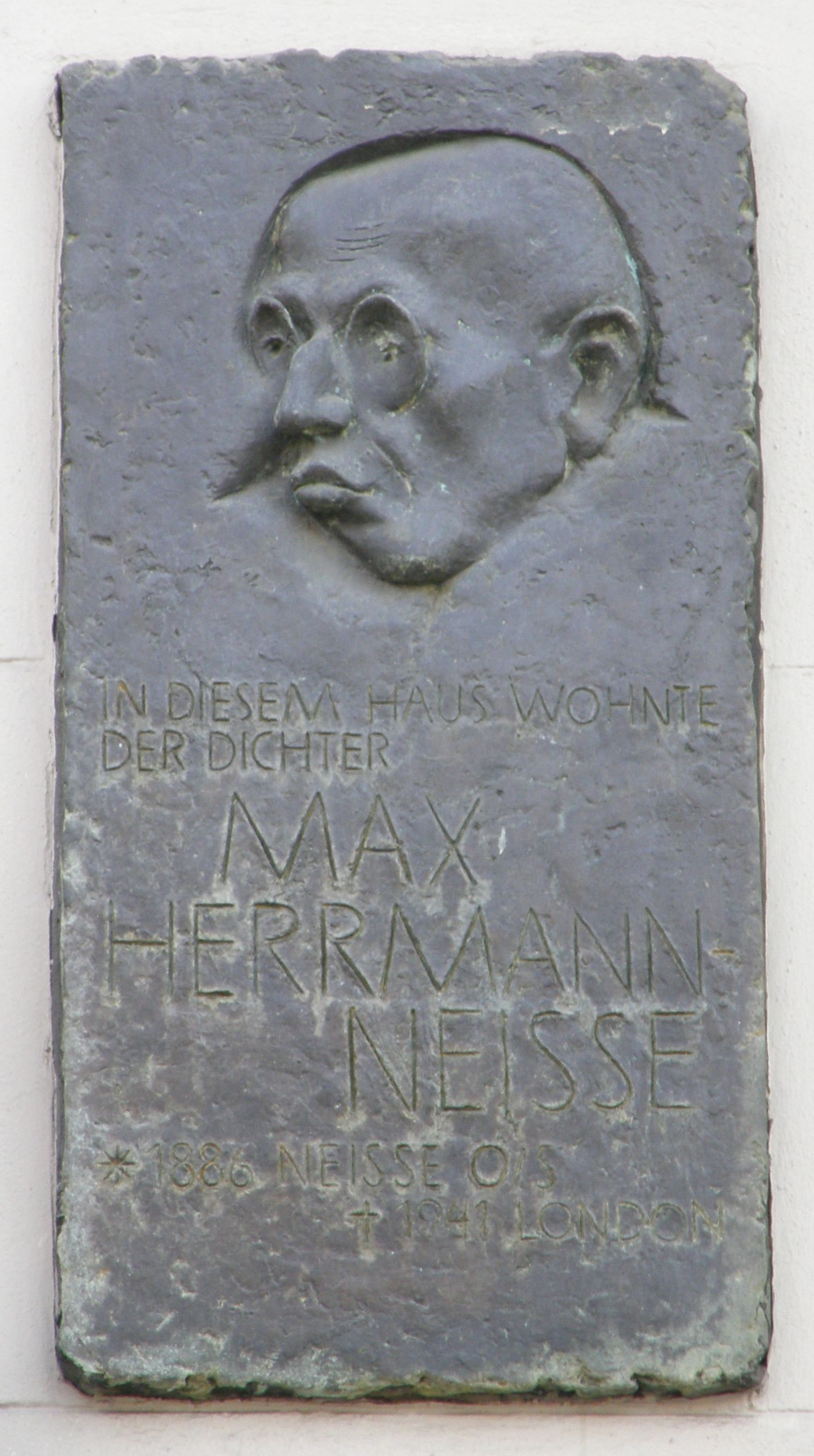
Памятная доска в Берлине.

## Переводы на русский язык
- Герман-Найсе М. Стихотворения / Пер. с нем. А. Чёрного // Век перевода: антология русского поэтического перевода XXI века / Сост. Е. В. Витковский. — М.: Водолей, 2012.
- Герман-Найсе М. Стихотворения (недоступная ссылка) / Пер. с нем. А. Чёрного // АльтерНация, № 5 (12), 2013.